# 関ジャニ∞のいろは
『関ジャニ∞のいろは』（かんジャニエイトのいろは）は、関ジャニ∞の配信限定コンピレーション・アルバム。2022年7月5日に『関ジャニ∞アプリ』限定でINFINITY RECORDSから無料配信された。

## 概要
- 自身初の配信限定アルバム[注 1]。
- 2022年7月5日から8月31日までの期間限定配信[1][3][4]。
- 通常のダウンロード配信やサブスクリプションサービスでは無く、自身の公式アプリ『関ジャニ∞アプリ』限定配信となる[1][3][4][5]。
- 本作は、デビューシングル『浪花いろは節』から、本作が配信当時最新シングルである47thシングル『喝采』までのシングル・カップリング・アルバムに収録された楽曲の中から、人気曲全23曲をコンパイルしたコンピレーション・アルバムとなっている[1][2]。
  - 自身のデビュー18周年野外ライブ『18祭』の開催や、野外ロックフェス『ROCK IN JAPAN FESTIVAL 2022』[注 2]の出演に向けた予習プレイリストとして配信された[1][3][5]。
  - 本作に収録されている楽曲は全て1ハーフバージョンとなっている[1][2]。
- 本作に収録されている5人体制以前の楽曲は、自身が過去にリリースした楽曲を新たに5人の歌声でアップデートするプロジェクト『Re:8EST Project』の「Re:8EST edition」または「Re:9EST edition」として、全て5人の再録バージョンが収録されている[1][2]。
  - 尚、同プロジェクトの楽曲で本作に収録されている楽曲のうち、配信時点でCD作品に未収録だった楽曲は以下の5曲[2]。
    - 「浪花いろは節」
    - 「大阪ロマネスク」
    - 「ズッコケ男道」
    - 「無責任ヒーロー」
    - 「LIFE〜目の前の向こうへ〜」
- 『関ジャニ∞アプリ』に登録するための「関ジャニ∞ID」を設定後、シリアルコード「KJ8SUMMER」を専用フォームに入力する事で、無料でダウンロード可能となっている[1][3][4][5]。
  - 公式では「期間限定のトライアルキャンペーン」と称していた[1][3][5]。
- 2022年7月6日、関ジャニ∞及び自主レーベル『INFINITY RECORDS』の公式TikTokアカウントを開設した事に伴い、本作の収録曲が全てTikTokで配信された[3][4][5]。
- 2023年8月1日、本作の2023年バージョンである『関ジャニ∞のいろは2023』が同じく『関ジャニ∞アプリ』で無料配信された[7][8][9]。

## 販売形態
- 配信日：2022年7月5日
  - 関ジャニ∞アプリ限定配信（デジタル・ダウンロード）
    - 2022年7月5日から8月31日までの期間限定無料配信[1][3][4][5]。

## 収録曲
- 全て1ハーフバージョンの収録。
- ※は本作で再録が初の音源化となる楽曲。

1. 浪花いろは節 -Re:8EST edition- (1 half size) - [2:36] ※
作詞：MASA
作曲・編曲：馬飼野康二
  - 1stシングルの再録バージョン
  - テレビ東京系『裏ジャニ』エンディングテーマ[10]
2. 大阪ロマネスク -Re:8EST edition- (1 half size) - [3:34] ※
作詞：相田毅
作曲：谷本新
編曲：ha-j
  - 4thシングルの2曲目の再録バージョン[注 3]
  - 公益財団法人大阪観光局『大阪観光テーマソング』[11]
3. ズッコケ男道 -Re:8EST edition- (1 half size) - [3:54] ※
作詞：上中丈弥
作曲：ピエール
編曲：白井良明
  - 6thシングルの再録バージョン
  - エムティーアイ『music.jp』CMソング[12]
  - KADOKAWA『dwango』CMソング[12]
  - THE イナズマ戦隊の上中丈弥からの楽曲提供。
4. 無責任ヒーロー -Re:8EST edition- (1 half size) - [3:39] ※
作詞：上中丈弥
作曲：馬飼野康二
編曲：東京スカパラダイスオーケストラ、Peach
ホーンアレンジ：北原雅彦
  - 9thシングルの再録バージョン[注 4]
  - 日本テレビ系『江川×堀尾のSUPERうるぐす』2008年10月-12月度テーマソング[13]
  - KADOKAWA『dwango』CMソング[13]
  - THE イナズマ戦隊の上中丈弥からの楽曲提供。
5. ブリュレ -Re:9EST edition- (1 half size) - [3:37]
作詞・作曲：田中秀典
編曲：吉岡たく
  - 3rdアルバム『PUZZLE』収録曲の再録バージョン[注 5]
6. LIFE〜目の前の向こうへ〜 -Re:8EST edition- (1 half size) - [2:56] ※
作詞・作曲：金丸佳史
編曲：大西省吾
  - 15thシングルの再録バージョン
  - TBS系日曜劇場『GM〜踊れドクター』主題歌[14]
7. イエローパンジーストリート -Re:8EST edition- (1 half size) - [3:49]
作詞・作曲：TAKESHI
編曲：久米康隆、TAKESHI
ブラスアレンジ：YOKAN
  - 16thシングルの2曲目の再録バージョン[注 6]
  - 東宝配給劇場アニメ『映画クレヨンしんちゃん 嵐を呼ぶ黄金のスパイ大作戦』主題歌[15]
8. あおっぱな -Re:8EST edition- (1 half size) - [2:48]
作詞：増子直純
作曲：上原子友康
編曲：大西省吾
  - 22ndシングルの再録バージョン[注 6]
  - テレビ朝日系金曜ナイトドラマ『ボーイズ・オン・ザ・ラン』主題歌[16]
  - 怒髪天の増子直純と上原子友康からの楽曲提供。
9. キング オブ 男! -Re:8EST edition- (1 half size) - [3:10]
作詞：若旦那 (from 湘南乃風)
作曲：TAKESHI
編曲：久米康嵩
  - 27thシングルの再録バージョン[注 7]
  - 東宝配給映画『土竜の唄 潜入捜査官REIJI』主題歌[17]
  - 湘南乃風の若旦那からの楽曲提供。
10. オモイダマ -Re:8EST edition- (1 half size) - [3:27]
作詞：松原さらり
作曲：南田健吾
編曲：大西省吾
ブラスアレンジ：YOKAN
  - 28thシングルの再録バージョン[注 8]
  - 2014ABC夏の高校野球応援ソング[18]
  - 朝日放送・テレビ朝日系『熱闘甲子園』テーマソング[19]
  - 阪神電気鉄道『甲子園駅』接近メロディ[20]
11. がむしゃら行進曲 -Re:8EST edition- (1 half size) - [3:15]
作詞・作曲・編曲：Peach
ブラスアレンジ：YOKAN
  - 31stシングルの再録バージョン[注 9]
  - 日本テレビ系土曜ドラマ『地獄先生ぬ〜べ〜』主題歌[21]
12. 前向きスクリーム! -Re:8EST edition- (1 half size) - [3:07]
作詞：GAKU、渡辺潤平
作曲：GAKU
編曲：久米康嵩
  - 33rdシングルの再録バージョン[注 8]
  - 大塚製薬『オロナミンC』CMソング[22]
13. 罪と夏 -Re:8EST edition- (1 half size) - [3:12]
作詞：高木誠司
作曲：Dr.Dalmatian
編曲：Dr.Dalmatian、久米康嵩
  - 35thシングルの再録バージョン[注 5]
14. NOROSHI -Re:8EST edition- (1 half size) - [3:27]
作詞：高木誠司
作曲・編曲：Peach
  - 37thシングルの再録バージョン[注 7]
  - 東宝配給映画『土竜の唄 香港狂騒曲』主題歌[23]
15. 友よ (1 half size) - [3:35]
作詞・作曲：GAKU
編曲：高慶"CO-K"卓史
  - 43rdシングル
  - 日本テレビ系土曜ドラマ『俺の話は長い』主題歌[24]
16. Re:LIVE (1 half size) - [3:09]
作詞：Eight × Eighter[注 10]
作曲：zero-rock
編曲：大西省吾
  - 44thシングル
  - 公益財団法人大阪観光局「がんばろう日本!We are OSAKA」テーマソング[25]
  - 公益財団法人大阪観光局『#イマデキ』CMソング[26]
  - 関ジャニ∞自身で制作した楽曲。
17. 歓喜の舞台 (1 half size) - [3:25]
作詞・作曲：GAKU
編曲：大西省吾
  - 44thシングルカップリング
  - フジテレビ系スポーツ情熱ソング[27]
  - フジテレビ系『村上信五∞情熱の鼓動』テーマソング[28]
  - フジテレビ系『FNS27時間テレビ にほんのスポーツは強いっ!』テーマソング[29]
18. キミトミタイセカイ (1 half size) - [2:59]
作詞・作曲・編曲：Hi-yunk
  - 45thシングル
  - フジテレビ系木曜劇場『知ってるワイフ』主題歌[30]
  - BACK-ONのKENJI03からの楽曲提供。
19. ひとりにしないよ (1 half size) - [2:51]
作詞・作曲・編曲：丸谷マナブ
  - 46thシングル
  - テレビ朝日系オシドラサタデー『コタローは1人暮らし』主題歌[31]
  - 丸谷マナブからの楽曲提供。
20. 凛 (1 half size) - [3:21]
作詞・作曲：オカダユータ
編曲：清水哲平
  - 10thアルバム『8BEAT』収録曲
  - フジテレビ系『FUJI Network. Song for Athletes』[32]
    - フジテレビ系『東京2020オリンピック』[32]
    - フジテレビ系『東京2020パラリンピック』[33]

  - フジテレビ系『村上信五∞情熱の鼓動』テーマソング[34]
  - フジテレビ系『北京2022オリンピック』テーマソング[35]
21. 稲妻ブルース (1 half size) - [3:52]
作詞・作曲・編曲：Peach
  - 10thアルバム『8BEAT』リード曲
  - 東宝配給映画『土竜の唄 FINAL』主題歌[36]
22. 喝采 (1 half size) - [2:24]
作詞：栗原暁
作曲：久保田真悟、栗原暁
編曲：久保田真悟
  - 47thシングル
  - Jazzin' parkからの楽曲提供。
23. CIRCLE (1 half size) - [3:01]
作詞・作曲：アオワイファイ
編曲：高慶"CO-K"卓史
  - 47thシングルカップリング
  - 2020年ドバイ国際博覧会日本館共同プロジェクト『共に未来に向けて歩みを進めよう #再び繋がり合う世界』テーマソング[37]

## タイアップ
※表記は発売順。
※「NOROSHI」以前は全て「Re:8EST edition」では無く、原曲での起用。
- 浪花いろは節 -Re:8EST edition-
  - テレビ東京系『裏ジャニ』エンディングテーマ[10]
- 大阪ロマネスク -Re:8EST edition-
  - 公益財団法人大阪観光局『大阪観光テーマソング』[11]
- ズッコケ男道 -Re:8EST edition-
  - エムティーアイ『music.jp』CMソング[12]
  - KADOKAWA『dwango』CMソング[12]
- 無責任ヒーロー -Re:8EST edition-
  - 日本テレビ系『江川×堀尾のSUPERうるぐす』2008年10月-12月度テーマソング[13]
  - KADOKAWA『dwango』CMソング[13]
- LIFE〜目の前の向こうへ〜 -Re:8EST edition-
  - TBS系日曜劇場『GM〜踊れドクター』主題歌[14]
- イエローパンジーストリート -Re:8EST edition-
  - 東宝配給劇場アニメ『映画クレヨンしんちゃん 嵐を呼ぶ黄金のスパイ大作戦』主題歌[15]
- あおっぱな -Re:8EST edition-
  - テレビ朝日系金曜ナイトドラマ『ボーイズ・オン・ザ・ラン』主題歌[16]
- キング オブ 男! -Re:8EST edition-
  - 東宝配給映画『土竜の唄 潜入捜査官REIJI』主題歌[17]
- オモイダマ -Re:8EST edition-
  - 2014ABC夏の高校野球応援ソング[18]
  - 朝日放送・テレビ朝日系『熱闘甲子園』テーマソング[19]
  - 阪神電気鉄道『甲子園駅』接近メロディ[20]
- がむしゃら行進曲 -Re:8EST edition-
  - 日本テレビ系土曜ドラマ『地獄先生ぬ〜べ〜』主題歌[21]
- 前向きスクリーム! -Re:8EST edition-
  - 大塚製薬『オロナミンC』CMソング[22]
- NOROSHI -Re:8EST edition-
  - 東宝配給映画『土竜の唄 香港狂騒曲』主題歌[23]
- 歓喜の舞台
  - フジテレビ系スポーツ情熱ソング[27]
  - フジテレビ系『村上信五∞情熱の鼓動』テーマソング[28]
  - フジテレビ系『FNS27時間テレビ にほんのスポーツは強いっ!』テーマソング[29]
- 友よ
  - 日本テレビ系土曜ドラマ『俺の話は長い』主題歌[24]
- Re:LIVE
  - 公益財団法人大阪観光局「がんばろう日本!We are OSAKA」テーマソング[25]
  - 公益財団法人大阪観光局『#イマデキ』CMソング[26]
- キミトミタイセカイ
  - フジテレビ系木曜劇場『知ってるワイフ』主題歌[30]
- ひとりにしないよ
  - テレビ朝日系オシドラサタデー『コタローは1人暮らし』主題歌[31]
- 凛
  - フジテレビ系『FUJI Network. Song for Athletes』[32]
    - フジテレビ系『東京2020オリンピック』[32]
    - フジテレビ系『東京2020パラリンピック』[33]

  - フジテレビ系『村上信五∞情熱の鼓動』テーマソング[34]
  - フジテレビ系『北京2022オリンピック』テーマソング[35]
- 稲妻ブルース
  - 東宝配給映画『土竜の唄 FINAL』主題歌[36]
- CIRCLE
  - 2020年ドバイ国際博覧会日本館共同プロジェクト『共に未来に向けて歩みを進めよう #再び繋がり合う世界』テーマソング[37]

## 楽曲提供者
※表記は曲順通り。

### アーティスト作
- THE イナズマ戦隊
  - 上中丈弥
    - 「ズッコケ男道 -Re:8EST edition- (1 half size)」(作詞)
    - 「無責任ヒーロー -Re:8EST edition- (1 half size)」(作詞)
- 東京スカパラダイスオーケストラ
  - 東京スカパラダイスオーケストラ
    - 「無責任ヒーロー -Re:8EST edition- (1 half size)」(編曲)

  - 北原雅彦
    - 「無責任ヒーロー -Re:8EST edition- (1 half size)」(ホーンアレンジ)
- 怒髪天
  - 増子直純
    - 「あおっぱな -Re:8EST edition- (1 half size)」(作詞)

  - 上原子友康
    - 「あおっぱな -Re:8EST edition- (1 half size)」(作曲)
- 若旦那（湘南乃風）
  - 「キング オブ 男! -Re:8EST edition- (1 half size)」(作詞)
- KENJI03（BACK-ON）
  - 「キミトミタイセカイ (1 half size)」(作詞・作曲・編曲)[注 11]
- 丸谷マナブ
  - 「ひとりにしないよ (1 half size)」(作詞・作曲・編曲)
- Jazzin' park
  - 栗原暁
    - 「喝采 (1 half size)」(作詞・作曲)

  - 久保田真悟
    - 「喝采 (1 half size)」(作曲・編曲)

### メンバー作
- 関ジャニ∞[注 12]
  - 「Re:LIVE」(作詞)

## 関ジャニ∞のいろは2023
『関ジャニ∞のいろは2023』（かんジャニエイトのいろは2023）は、関ジャニ∞の配信限定コンピレーション・アルバム。2023年8月1日に『関ジャニ∞アプリ』限定でINFINITY RECORDSから無料配信された。

### 概要（関ジャニ∞のいろは2023）
- 本項アルバム『関ジャニ∞のいろは』などに続き、『関ジャニ∞アプリ』限定配信アルバム[7][8][9]。
- 2023年8月1日から9月30日までの期間限定配信[7][8][9]。
- 前作までと同様に、通常のダウンロード配信やサブスクリプションサービスでは無く『関ジャニ∞アプリ』限定配信となる[7][8][9]。
- 本作は、『関ジャニ∞のいろは』に収録された楽曲のうち「CIRCLE」を除いた計22曲と、41stシングル表題曲「ここに」と48thシングル表題曲「未完成」の計2曲を加えた人気曲計24曲をコンパイルしたコンピレーション・アルバムとなっている[7][8][9]。
  - 野外ロックフェス『ROCK IN JAPAN FESTIVAL 2023』や『1CHANCE FESTIVAL 2023』への出演、自身のデビュー20周年記念野外ライブ『KANJANI∞ 20FES 〜前夜祭〜』の開催に向けた予習プレイリストとして配信された[7][8][9]。
  - 本作に収録されている楽曲は全て1ハーフバージョンとなっている[7][8][9]。
- 『関ジャニ∞アプリ』に登録するための「関ジャニ∞ID」を設定後、シリアルコード「KJ8SUMMER2023」を専用フォームに入力する事で、無料でダウンロード可能となっている[7]。

### 販売形態（関ジャニ∞のいろは2023）
- 配信日：2023年8月1日
  - 関ジャニ∞アプリ限定配信（デジタル・ダウンロード）
    - 2023年8月1日から9月30日までの期間限定無料配信[7][8][9]。

### 収録曲（関ジャニ∞のいろは2023）
※全て1ハーフバージョンの収録。
1. 浪花いろは節 -Re:8EST edition- (1 half size) - [2:36]
作詞：MASA
作曲・編曲：馬飼野康二
  - 1stシングルの再録バージョン
2. 大阪ロマネスク -Re:8EST edition- (1 half size) - [3:34]
作詞：相田毅
作曲：谷本新
編曲：ha-j
  - 4thシングルの2曲目の再録バージョン
3. ズッコケ男道 -Re:8EST edition- (1 half size) - [3:54]
作詞：上中丈弥
作曲：ピエール
編曲：白井良明
  - 6thシングルの再録バージョン
4. 無責任ヒーロー -Re:8EST edition- (1 half size) - [3:39]
作詞：上中丈弥
作曲：馬飼野康二
編曲：東京スカパラダイスオーケストラ、Peach
ホーンアレンジ：北原雅彦
  - 9thシングルの再録バージョン
5. ブリュレ -Re:9EST edition- (1 half size) - [3:37]
作詞・作曲：田中秀典
編曲：吉岡たく
  - 3rdアルバム『PUZZLE』収録曲の再録バージョン
6. LIFE〜目の前の向こうへ〜 -Re:8EST edition- (1 half size) - [2:56] ※
作詞・作曲：金丸佳史
編曲：大西省吾
  - 15thシングルの再録バージョン
7. イエローパンジーストリート -Re:8EST edition- (1 half size) - [3:49]
作詞・作曲：TAKESHI
編曲：久米康隆、TAKESHI
ブラスアレンジ：YOKAN
  - 16thシングルの2曲目の再録バージョン
8. あおっぱな -Re:8EST edition- (1 half size) - [2:48]
作詞：増子直純
作曲：上原子友康
編曲：大西省吾
  - 22ndシングルの再録バージョン
9. キング オブ 男! -Re:8EST edition- (1 half size) - [3:10]
作詞：若旦那 (from 湘南乃風)
作曲：TAKESHI
編曲：久米康嵩
  - 27thシングルの再録バージョン
10. オモイダマ -Re:8EST edition- (1 half size) - [3:27]
作詞：松原さらり
作曲：南田健吾
編曲：大西省吾
ブラスアレンジ：YOKAN
  - 28thシングルの再録バージョン
11. がむしゃら行進曲 -Re:8EST edition- (1 half size) - [3:15]
作詞・作曲・編曲：Peach
ブラスアレンジ：YOKAN
  - 31stシングルの再録バージョン
12. 前向きスクリーム! -Re:8EST edition- (1 half size) - [3:07]
作詞：GAKU、渡辺潤平
作曲：GAKU
編曲：久米康嵩
  - 33rdシングルの再録バージョン
13. 罪と夏 -Re:8EST edition- (1 half size) - [3:12]
作詞：高木誠司
作曲：Dr.Dalmatian
編曲：Dr.Dalmatian、久米康嵩
  - 35thシングルの再録バージョン
14. NOROSHI -Re:8EST edition- (1 half size) - [3:27]
作詞：高木誠司
作曲・編曲：Peach
  - 37thシングルの再録バージョン
15. ここに -Re:8EST edition- (1 half size) - [2:43]
作詞・作曲：WANIMAのMA
編曲：Peach
  - 41stシングルの再録バージョン[注 7]
  - テレビ朝日系『関ジャム 完全燃SHOW』エンディングテーマ[38]
  - WANIMAのKENTAからの楽曲提供。
16. 友よ (1 half size) - [3:35]
作詞・作曲：GAKU
編曲：高慶"CO-K"卓史
  - 43rdシングル
17. Re:LIVE (1 half size) - [3:09]
作詞：Eight × Eighter
作曲：zero-rock
編曲：大西省吾
  - 44thシングル
18. 歓喜の舞台 (1 half size) - [3:25]
作詞・作曲：GAKU
編曲：大西省吾
  - 44thシングルカップリング
19. キミトミタイセカイ (1 half size) - [2:59]
作詞・作曲・編曲：Hi-yunk
  - 45thシングル
20. ひとりにしないよ (1 half size) - [2:51]
作詞・作曲・編曲：丸谷マナブ
  - 46thシングル
21. 凛 (1 half size) - [3:21]
作詞・作曲：オカダユータ
編曲：清水哲平
  - 10thアルバム『8BEAT』収録曲
22. 稲妻ブルース (1 half size) - [3:52]
作詞・作曲・編曲：Peach
  - 10thアルバム『8BEAT』リード曲
23. 喝采 (1 half size) - [2:24]
作詞：栗原暁
作曲：久保田真悟、栗原暁
編曲：久保田真悟
  - 47thシングル
24. 未完成 (1 half size) - [2:04]
作詞：阿部清流
作曲：南無阿部陀仏
編曲：Peach
  - 48thシングル
  - テレビ朝日系オシドラサタデー『帰ってきたぞよ!コタローは1人暮らし』主題歌[39]
  - 南無阿部陀仏からの楽曲提供。

### タイアップ（関ジャニ∞のいろは2023）
※表記は発売順。
- ここに
  - テレビ朝日系『関ジャム 完全燃SHOW』エンディングテーマ[38]
- 未完成
  - テレビ朝日系オシドラサタデー『帰ってきたぞよ!コタローは1人暮らし』主題歌[39]

### 楽曲提供者（関ジャニ∞のいろは2023）
※表記は曲順通り。
- KENTA（WANIMA）
  - 「ここに」(作詞・作曲)[注 13]
- 南無阿部陀仏
  - 阿部清流
    - 「未完成」(作詞)

  - 南無阿部陀仏
    - 「未完成」(作曲)